# Campeonato da Europa de Atletismo de 2012 - 200 m masculino
A prova dos 200 metros masculino do Campeonato da Europa de Atletismo de 2012 foi disputada entre os dias 29 e 30 de junho de 2012 no Estádio Olímpico de Helsinque em Helsinque,  na Finlândia. 

## Recordes
Antes desta competição, os recordes mundiais e do campeonato nesta prova eram os seguintes:
|                       | Nome                  | Nacionalidade | Tempo  | Local            | Data                   |
| --------------------- | --------------------- | ------------- | ------ | ---------------- | ---------------------- |
| Recorde mundial       | Usain Bolt            | Jamaica       | 19s19  | Berlim           | 20 de agosto de 2009   |
| Recorde do campeonato | Konstantinos Kenteris | Grécia        | 19s 85 | Munique          | 9 de agosto de 2002    |
| Recorde europeu       | Pietro Mennea         | Itália        | 19s 72 | Cidade do México | 12 de setembro de 1979 |

## Medalhistas
| Ouro                   | Prata                   | Bronze              |
| Churandy Martina (NED) | Patrick van Luijk (NED) | Daniel Talbot (GBR) |

## Cronograma
Todos os horários são locais (UTC+3).
| Data        | Hora  | Evento    |
| ----------- | ----- | --------- |
| 29 de junho | 12:30 | Bateria   |
| 29 de junho | 20:25 | Semifinal |
| 30 de junho | 22:20 | Final     |

## Resultados

### Bateria
Qualificação: 4 atletas de cada bateria  (Q) mais os  4 melhores qualificados (q). 
| Posição | Bateria | Raia | Atleta                      | Nacionalidade | Tempo | Notas           |
| ------- | ------- | ---- | --------------------------- | ------------- | ----- | --------------- |
| 1       | 1       | 7    | Jonathan Borlée             | Bélgica       | 20.61 | Q               |
| 2       | 1       | 4    | Ben Bassaw                  | França        | 20.73 | Q               |
| 2       | 4       | 5    | Lykourgos-Stefanos Tsakonas | Grécia        | 20.73 | Q               |
| 4       | 2       | 6    | Churandy Martina            | Países Baixos | 20.74 | Q               |
| 5       | 2       | 5    | Alex Wilson                 | Suíça         | 20.75 | Q               |
| 5       | 4       | 7    | Paul Hession                | Irlanda       | 20.75 | Q,              |
| 7       | 2       | 4    | Nil de Oliveira             | Suécia        | 20.78 | Q, =            |
| 7       | 3       | 6    | Patrick van Luijk           | Países Baixos | 20.78 | Q               |
| 9       | 5       | 3    | Daniel Talbot               | Grã-Bretanha  | 20.82 | Q               |
| 10      | 3       | 8    | Christopher Clarke          | Grã-Bretanha  | 20.83 | Q               |
| 11      | 3       | 5    | Davide Manenti              | Itália        | 20.84 | Q               |
| 12      | 5       | 6    | Kamil Kryński               | Polónia       | 20.88 | Q               |
| 13      | 1       | 6    | Diego Marani                | Itália        | 20.89 | Q               |
| 14      | 5       | 7    | Marek Niit                  | Estónia       | 20.93 | Q,              |
| 15      | 4       | 2    | Sven Knipphals              | Alemanha      | 20.94 | Q               |
| 16      | 2       | 7    | Sebastian Ernst             | Alemanha      | 20.96 | Q               |
| 16      | 5       | 2    | Reto Schenkel               | Suíça         | 20.96 | Q               |
| 18      | 3       | 7    | Petar Kremenski             | Bulgária      | 21.03 | Q               |
| 19      | 1       | 8    | Bruno Hortelano             | Espanha       | 21.08 | Q               |
| 20      | 2       | 2    | Vojtěch Šulc                | Chéquia       | 21.17 | q               |
| 21      | 1       | 2    | Aliaksandr Linnik           | Bielorrússia  | 21.20 | q               |
| 21      | 4       | 3    | Jonathan Åstrand            | Finlândia     | 21.20 | Q               |
| 23      | 3       | 4    | Arnaldo Abrantes            | Portugal      | 21.24 | q               |
| 24      | 5       | 8    | Aleksandr Khyutte           | Rússia        | 21.27 | q               |
| 25      | 5       | 4    | Jerrel Feller               | Países Baixos | 21.32 |                 |
| 26      | 2       | 8    | Catalin Cîmpeanu            | Roménia       | 21.37 |                 |
| 27      | 4       | 6    | Kiril Kirilov               | Bulgária      | 21.45 |                 |
| 28      | 2       | 3    | Jan Žumer                   | Eslovênia     | 21.50 |                 |
| 29      | 5       | 5    | Jerai Torres                | Gibraltar     | 22.31 | Recorde pessoal |
| 30      | 3       | 2    | Fabian Haldner              | Liechtenstein | 23.32 |                 |
| 31      | 1       | 5    | Rachid Chouhal              | Malta         | DNF   |                 |
| 32      | 3       | 3    | Steven Colvert              | Irlanda       | DQ    | [ 3 ]           |
| 32      | 4       | 4    | Ihor Bodrov                 | Ucrânia       | DSQ   | [ 3 ]           |
| 33      | 1       | 3    | Serhiy Smelyk               | Ucrânia       | DSQ   | [ 4 ]           |

### Semifinal
Qualificação: 2 atletas de cada bateria  (Q) mais os  2 melhores qualificados (q). 
| Posição | Bateria | Raia | Atleta                      | Nacionalidade | Tempo | Notas |
| ------- | ------- | ---- | --------------------------- | ------------- | ----- | ----- |
| 1       | 1       | 4    | Churandy Martina            | Países Baixos | 20.63 | Q     |
| 2       | 3       | 6    | Patrick van Luijk           | Países Baixos | 20.68 | Q     |
| 3       | 2       | 5    | Daniel Talbot               | Grã-Bretanha  | 20.69 | Q     |
| 4       | 3       | 3    | Jonathan Borlée             | Bélgica       | 20.74 | Q     |
| 5       | 2       | 3    | Nil de Oliveira             | Suécia        | 20.83 | Q     |
| 6       | 2       | 8    | Diego Marani                | Itália        | 20.83 | q     |
| 7       | 2       | 4    | Paul Hession                | Irlanda       | 20.84 | q     |
| 8       | 3       | 4    | Alex Wilson                 | Suíça         | 20.87 |       |
| 9       | 1       | 6    | Christopher Clarke          | Grã-Bretanha  | 20.90 | Q     |
| 10      | 1       | 5    | Ben Bassaw                  | França        | 20.91 |       |
| 11      | 2       | 7    | Sebastian Ernst             | Alemanha      | 20.91 |       |
| 12      | 1       | 8    | Sven Knipphals              | Alemanha      | 20.92 |       |
| 13      | 1       | 3    | Kamil Kryński               | Polónia       | 20.93 |       |
| 14      | 1       | 7    | Reto Schenkel               | Suíça         | 21.05 |       |
| 15      | 3       | 5    | Davide Manenti              | Itália        | 21.07 |       |
| 16      | 3       | 7    | Petar Kremenski             | Bulgária      | 21.08 |       |
| 17      | 2       | 2    | Jonathan Åstrand            | Finlândia     | 21.27 |       |
| 18      | 3       | 2    | Bruno Hortelano             | Espanha       | 21.35 |       |
| 19      | 2       | 1    | Arnaldo Abrantes            | Portugal      | 21.36 |       |
| 20      | 1       | 1    | Aliaksandr Linnik           | Bielorrússia  | 21.43 |       |
| 21      | 3       | 8    | Marek Niit                  | Estónia       | 21.44 |       |
| 22      | 2       | 6    | Lykourgos-Stefanos Tsakonas | Grécia        | DSQ   | [ 3 ] |
| 23      | 1       | 2    | Vojtěch Šulc                | Chéquia       | DSQ   | [ 4 ] |
| 24      | 3       | 1    | Aleksandr Khyutte           | Rússia        | DNS   |       |

### Final
| Posição           | Raia | Atleta             | Nacionalidade | Tempo | Notas |
| ----------------- | ---- | ------------------ | ------------- | ----- | ----- |
| Medalha de ouro   | 3    | Churandy Martina   | Países Baixos | 20.42 |       |
| Medalha de prata  | 6    | Patrick van Luijk  | Países Baixos | 20.87 |       |
| Medalha de bronze | 5    | Daniel Talbot      | Grã-Bretanha  | 20.95 |       |
| 4                 | 4    | Jonathan Borlée    | Bélgica       | 20.99 |       |
| 5                 | 8    | Nil de Oliveira    | Suécia        | 21.11 |       |
| 6                 | 7    | Christopher Clarke | Grã-Bretanha  | 21.26 |       |
| 7                 | 2    | Diego Marani       | Itália        | 21.26 |       |
| 8                 | 1    | Paul Hession       | Irlanda       | 21.27 |       |

Legenda
| Recorde mundial       | Recorde mundial (World record)               |                       | Recorde africano                      | Recorde africano (African) |                                           | Q | Classificado por posição (Qualified) |
| Recorde do campeonato | Recorde do campeonato (Championship record)  | Recorde da América    | Recorde da América (Americas)         | q                          | Classificado por melhor tempo (Qualified) |   |                                      |
| Melhor marca do ano   | Melhor marca do ano (World leading)          | Recorde asiático      | Recorde asiático (Asian)              | DNS                        | Não largou (Did not start)                |   |                                      |
| Recorde nacional      | Recorde nacional (National record)           | Recorde europeu       | Recorde europeu (European)            | DNF                        | Não terminou (Did not finish)             |   |                                      |
| Recorde pessoal       | Recorde pessoal do atleta (Personal best)    | Recorde da Oceania    | Recorde da Oceania (Oceania)          | DSQ / DQ                   | Desclassificado (Disqualified)            |   |                                      |
| Recorde da temporada  | Recorde da temporada do atleta (Season best) | Recorde sul-americano | Recorde sul-americano (South America) | NM                         | Sem marca (No mark)                       |   |                                      |